# Brewster McCloud
Brewster McCloud és una pel·lícula de comèdia experimental estatunidenca de 1970 dirigida per Robert Altman. Es tracta d'un jove reclús (Bud Cort, com a personatge del títol) que viu a un refugi abandonar de l'Astrodome de Houston, on està construint un parell d'ales perquè pugui volar. És ajudat per la seva simpàtica i enigmàtica "fada padrina", interpretada per Sally Kellerman, ja que es converteix en sospitosa en una sèrie d'assassinats. La pel·lícula es va rodar en locació a Houston, Texas. Durant els crèdits d'obertura, les fotografies de l'horitzó del centre de Houston (amb l'One Shell Plaza en construcció) es van enfilant cap a l'Astrodome de Houston i l'Astrohall, amb l'emergent Texas Medical Center al fons. Va ser la primera pel·lícula rodada a l'Astrodome.

## Argument
La pel·lícula s'obre amb el logotip de MGM, com de costum, però amb una veu en off dient: "He oblidat la línia d'obertura" (la veu de James Stewart), substituint el rugit del lleó, i continua amb el Lector donant a conèixer als seus estudiants sense veure una gran riquesa en el coneixement dels hàbits de les aus. Owlish Brewster McCloud, viu amagat i sol sota l'Astrodome de Houston, i somia crear ales que l'ajudaran a volar com un ocell. La seva única assistència prové de Louise, una bella dona que vol ajudar. Vestida només amb una gavardina, Louise té cicatrius inexplicables als omòplats, cosa que suggereix un àngel caigut. Ella li adverteix que no tingui relacions sexuals, ja que això podria matar el seu instint de volar.
Mentre Brewster treballa per completar les ales i condicionar-se per al vol, Houston pateix una sèrie d'assassinats inexplicables, obra d'un assassí en sèrie les víctimes del qual són trobades estrangulades i cobertes en excrement d'ocells. Haskell Weeks, una figura destacada a Houston, tira fils perquè la policia de Houston truqui a Frank Shaft "super policia de San Francisco" per investigar. Shaft es fixa immediatament en els excrements d'ocells i aviat troba una relació amb Brewster. Brewster eludeix la policia amb l'aparent ajuda de Louise, però finalment s'allunya d'ella (i es condemna a si mateix) quan ignora els seus consells sobre sexe connectant-se amb la uixer de l'Astrodome Suzanne Davis. Suzanne salva Brewster evitant Shaft al seu AMC Gremlin (especialment equipat per a la pel·lícula amb un V8 de 401 polzades cúbiques). Ferit greument després de perdre Brewster, Frank se suïcida. Brewster finalment confessa la seva responsabilitat en els assassinats a Suzanne, qui el traeix a la policia.
Un petit exèrcit de policies de Houston entren a l'Astrodome, però no aconsegueixen capturar Brewster abans de prendre el vol amb les ales completes. Tot i que Brewster s'escapa de la policia, no pot escapar de la inadequabilitat inherent al vol per a un ésser humà. Esgotat per l'esforç, cau sobre un munt de terra de l'Astrodome. La pel·lícula acaba amb un Circ que entra a l'Astrodome, interpretat pel repartiment de la pel·lícula, disfressat de pallassos, forçuts i altres intèrprets de circ. El Mestre de Cerimònies (interpretat per William Windom) anuncia els noms de cada membre del repartiment, acabant amb Brewster, que resta esclafat al terra.

## Repartiment
- Bud Cort - Brewster McCloud
- Sally Kellerman - Louise
- Michael Murphy - Detective Frank Shaft
- William Windom - Haskell Weeks
- Shelley Duvall - Suzanne Davis
- René Auberjonois - El Lector
- Margaret Hamilton - Daphne Heap
- Corey Fischer - Officer Hines
- Stacy Keach - Abraham Wright
- John Schuck - Oficial Johnson
- Bill Adair - Detectiu
- Bert Remsen - Oficial Breen
- Jennifer Salt - Hope
- G. Wood - Capità Crandall
- Dean Goss - Oficial Ledbetter
- William Baldwin - Bernard
- Ronnie Cammick - Wendel
- Marilyn Burns - Guia turística